# Stegopterna takeshii
Stegopterna takeshii är en tvåvingeart som beskrevs av Takaoka 2005. Stegopterna takeshii ingår i släktet Stegopterna och familjen knott. Inga underarter finns listade i Catalogue of Life.